# Günter Keute
Günter Keute (* 21. Dezember 1955 in Voßwinkel) ist ein ehemaliger deutscher Fußballspieler.
Er spielte zwischen Juli 1980 und Juni 1984 bei Eintracht Braunschweig, die erste Saison in der 2. Bundesliga Nord und die restlichen Jahre in der 1. Bundesliga. Sein größter Erfolg mit der Mannschaft war der 9. Rang in der deutschen Meisterschaft. In 113 Spielen, davon 106 in der Liga, erzielte Keute 21 Tore. Keute war als fairer Sportler bekannt; in seiner gesamten Laufbahn als Profi bekam er nur jeweils eine gelbe Karte in der Liga und im DFB-Pokal, einen Platzverweis erhielt er nie.
Günter Keute hat vier Kinder (Tanja †, Timo, Tobias, Torben). Seine Ehefrau heißt Renate. Zurzeit lebt er mit ihr und seinen drei verbliebenen Kindern in Arnsberg-Voßwinkel und arbeitet als Maler und Lackierer.